# Hans-Reinhard Lehmphul
Hans-Reinhard Lehmphul (* 1938 in Minden; † 2009 in Béziers, Languedoc) war ein deutscher Maler der Moderne.

## Leben
Lehmphul absolvierte seine erste künstlerische Ausbildung 1959/60 in Münster, studierte dann von 1960 bis 1964 Kunstgeschichte in München und war anschließend freischaffend zunächst in München tätig. Seit 1973 orientierte er sich zunehmend nach Frankreich, hielt sich von 1981 bis 1984 in Mailand auf und lebte bis zu seinem Tod 2009 jeweils längere Zeit des Jahres in München und in seinem Haus in Servian in Südfrankreich.

## Werk
Lehmphuls künstlerisches Werk ist durch abstrakte expressive Farbkompositionen bestimmt. In den 1960er Jahren vom Informel inspiriert, fand er später zu einem leuchtenden, ungegenständlichen Farbstil, der „gewiss auch dem Erlebnis des mediterranen Lichts zu verdanken ist“, wie es dem Maler in seiner südfranzösischen Wahlheimat begegnete. 1985/86 war Lehmphul auf der Art Cologne vertreten, seine Werke befinden sich heute (2011) u. a. in der Städtischen Galerie im Lenbachhaus in München, in der Staatlichen Graphischen Sammlung München, in der Kunsthalle Bremen und im Kunstmuseum in Heidenheim an der Brenz.

## Werkverzeichnis
Birk Ohnesorge (Hrsg.): Hans-Reinhard Lehmphul. Monographie und Werkverzeichnis der Gemälde, Berlin (Gebr.Mann Verlag) 2013. ISBN 978-3-7861-2700-0